# Космонавтика
- Първият изкуствен спътник „Спутник-1“;
- Първият човек на Луната Нийл Армстронг;
- Едуин Олдрин на Луната (единствения естествен спътник в Космоса, по чиято повърхност са стъпвали хора)

Космонавтиката (от старогръцки: κόσμος – космос, вселена, и ναυτική  – мореплаване), също астронавтика, е процесът по изследване на космическото пространство с помощта на автоматични и пилотирани космически апарати. Може (в разширен смисъл) да означава изобщо космически изследвания. Терминът е въведен от Георгий Лангемак.
Началото на практическото усвояване на космоса е поставено на 4 октомври 1957 г. със старта на първия изкуствен спътник на Земята (ИСЗ) в Съветския съюз. Начало на пилотираната космонавтика става полетът на съветския космонавт Юрий Гагарин на 12 април 1961 г.
Първите години от развитието на космонавтиката се характеризират с остра конкуренция между държавите (позната като Космическа надпревара). Международното сътрудничество започва да се развива едва през последните десетилетия, най-вече благодарение на съвместното изграждане и експлоатация на Международната космическа станция и изследванията, провеждани на нейния борд.

## Усвояване на космоса
Първият изкуствен спътник на Земята „Спутник-1“ е разработен в подмосковното селище (сега наукоград) Болшев (днес град Корольов).
За реализацията на задачата за създаване на ядрено оръжие и средства за доставянето му на 13 май 1946 г. Съветът на министрите на СССР приема постановление за започване на мащабна работа по развитие на ракетостроенето. В съответствие с това постановление в Болшев на територията на бившето инженерно училище се сформира Научноизследователски артилерийски институт за реактивно въоръжение № 4.
За началник на института е назначен генерал А. И. Нестеренко, негов заместник по „Течни балистични ракети“ е полковник Михаил Тихонравов, съратник на Сергей Корольов от ГИРД и РНИИ.
Тихонравов е известен като създател на първата ракета с течно гориво, стартирала в Нахабино на 17 август 1933 година. През 1945 година той оглавява проекта за извеждане на 2 космонавти на височина 200 километра с помощта на ракета от типа „Фау-2“ и управляема ракетна кабина. Проектът е бил поддържан от Академията на науките на СССР и одобрен от Йосиф Сталин. Обаче в трудните следвоенни години ръководството на военната промишленост не възприема космическите проекти, които са се възприемали като фантастика, пречеща за изпълнението на главната задача по създаване на „далекобойни ракети“.
Изследвайки перспективите на развитие на ракетите, създавани по класическата последователна схема, Тихонравов достига до извода за тяхната непригодност за междуконтинентални разстояния. Изследванията, проведени под ръководството на Тихонравов, показват, че пакетната схема от ракети, създадени от КБ на Корольов, осигурява скорост 4 пъти по-голяма от скоростта при обикновена компоновка. С внедряването на „пакетната схема“ групата на Тихонравов се приближава до осъществяването на своята заветна мечта за излизане на човек в космическото пространство. По самоинициатива продължават изследванията на проблемите по извеждането и завръщането на Земята на ИСЗ.
На 16 септември 1953 г. по заявка на ОКБ „Корольов“ в НИИ-4 е открита първата научноизследователска работа върху космическа тематика „Изследване по въпроса на създаване на първия изкуствен спътник на Земята“. Групата на Тихонравов, имаща солиден опит в тази област, я изпълнява оперативно.
През 1956 година Тихонравов с част от своите сътрудници е преназначен от НИИ-4 в ОКБ на Корольов като началник на отдел по проектиране на спътници. С неговото непосредствено участие се създават първите ИСЗ, пилотируеми кораби, проекти на първите автоматични междупланетни и лунни апарати.
По-нататъшна хронология:
- 4 октомври 1957 – първият изстрелян ИСЗ (СССР)
- 12 април 1961 – първият полет на човек в космоса (Юрий Гагарин, СССР)
- 18 март 1965 – първо излизане на човек в открития космос (Алексей Леонов, СССР)
- 21 юли 1969 – стъпване на човек на Луната (Нийл Армстронг, САЩ)
- 19 април 1971 – първата орбитална станция (СССР), по-късно съвместно със САЩ, създаване на международната станция
- 3 март 1972 – старт на първия апарат, напуснал впоследствие пределите на Слънчевата система („Пионер-10“, САЩ)
- 12 април 1981 – извеждане на орбита на първия кораб за многократно използване („Колумбия“, САЩ)

## Космически агенции
Макар че само САЩ, СССР, Русия и Китай са извеждали хора в орбита, други страни също имат космически агенции – държавни органи по космическите изследвания, които координират национални космически програми и ръководят дейността в своите страни. След тях по-известни и активни са:
- Бразилска космическа агенция – основана през 1994 г.
- Индийска организация за космически изследвания – 1969 г.
- Италианска космическа агенция (ИКА) – 1988 г.
- Канадска космическа агенция – 1989 г.
- Китайско национално космическо управление – 1993 г.
- Национално управление на САЩ по аеронавтика и използване на космоса (НАСА) – 1958 г.
- Федерална космическа агенция на Русия (ФКА РФ) – (1990) г.
- Японска агенция за аерокосмически изследвания (JAXA) – 2003 г.

Към тях спада междуправителствена организация в Европа, наречена Европейска космическа агенция (ЕКА), основана през 1964 г.

## Космически апарати

### Изкуствени спътници на Земята
- „Спутник“ – серията на първите в света ИСЗ (СССР)
  - „Спутник-1“ – първият космически апарат, изстрелян в космоса (СССР)
- „Авангард“ – серията на първите американски спътници (САЩ)
- Спътници на СССР и Русия: „Електрон“ // „Метеор“ // „Екран“ // „Радуга“ // „Хоризонт“ // „Мълния“ // „Гейзер“ // „Алтаир“ // „Купон“ // „Глонасс“ // „Парус“

### Космически телескопи
- „Астрон“ – космически ултравиолетов телескоп (СССР)
- „Хабъл“ – космически телескоп-рефлектор. (САЩ)
- „Суифт“ – космическа обсерватория за наблюдение на гама-излъчванията (САЩ, Италия, Великобритания)

### Автоматични междупланетни станции
- „Пионер“ – програма за изследване на Луната, междупланетното пространство, Юпитер и Сатурн (НАСА)
- „Вояджър“ – програма за изследване на планетите-гиганти (НАСА)
- „Маринър“ – изследване на Венера, Марс и Меркурий (НАСА)
- „Марс“ – изследвания на Марс, първото меко кацане на неговата повърхност (СССР)
- „Венера“ – програма за изследване на атмосферата на Венера и нейната повърхност (СССР)
- „Викинг“ – програма за изследване на повърхността на Марс (НАСА)
- „Вега“ – среща с Халеевата комета, спускане на сонда на Венера (СССР)
- „Фобос“ – програма за изследване на спътниците на Марс (СССР)
- „Марс Експрес“ – изкуствен спътник на Марс, спускане на марсохода „Бигъл-2“ (ЕКА)
- „Галилео“ – изследване на Юпитер и неговите спътници (НАСА)
- „Касини-Хюйгенс“ – сонда за изследване на атмосферата на Сатурн и неговите спътници (НАСА, ЕКА)
- „Розета“ – спускане на космически апарат на ядрото на кометата на Чурюмов-Герасименко (ЕКА)
- „Хаябуса“ – вземане на грунт от астероида Итокава (JAXA)
- „Магелан“ – изследване на Венера (НАСА)
- „Марс глобъл сървейър“ – изследване на Марс (НАСА)
- „Марс експлорейшън ровър“ – изследване на Марс (НАСА)
- „Нови хоризонти“ – изследване на Плутон и неговите спътници (НАСА)

### Лунни космически апарати
- „Луна“ – изследване на Луната, доставка на лунен грунт, „Луноход 1“ и „Луноход 2“ (СССР)
- „Рейнджър“ – получаване на телевизионни изображения на Луната при падането върху нейната повърхност (НАСА)
- „Лунар Експлорър“ – изследване на Луната и окололунното пространство от селеноцентрична орбита (НАСА)
- „Лунар Орбитър“ – достигане до лунна орбита, картографиране на лунната повърхност (НАСА)
- „Сървейър“ – отработване на меко кацане върху Луната, изследвания на лунния грунт (НАСА)
- „СМАРТ-1“ – изследвания на Луната, апаратът е оборудван с йонен двигател (ЕКА)

### Пилотирани кораби
- „Восток“ – първи пилотирани полети в космоса (СССР)
- „Мъркюри“ – пилотирани полети в космоса (САЩ)
- „Восход“ – пилотирани орбитални полети; първо излизане в открития космос, първи многоместни кораби (СССР)
- „Джемини“ – двуместни космически кораби, първи скачвания на околоземна орбита (САЩ)
- „Аполо“ – пилотирани полети към Луната (САЩ)
- „Союз“ – пилотирани експедиции (СССР)
  - „Аполо-Союз“ (ЕПАС) – експериментален полет (на английски: Apollo-Soyuz Test Project, ASTP)
- „Спейс Шатъл“ – многократен космически кораб (САЩ)
- „Буран“ – многократен космически кораб (СССР)
- „Шънджоу“ – орбитални пилотирани полети (Китай)

### Орбитални станции
- „Салют“ – първата серия орбитални станции (СССР)
- „Скайлаб“ – орбитална станция (САЩ)
- „Мир“ – орбитална станция от модулен тип (СССР)
- Международна космическа станция (МКС)

### Частни космически кораби
- SpaceShipOne – първият частен космически кораб

## Ракети-носители
- Сатурн V – тристепенна американска ракета-носител, използвана от НАСА в програмата „Аполо“ за достигане на Луната